# يوهان ياكوب مولر
يوهان ياكوب مولر هو فيزيائي سويسري، ولد في 4 مارس 1846 في Seen (Winterthur) ‏ في سويسرا، وتوفي في 14 يناير 1875 في زيورخ في سويسرا.